# Ivo Horvat
Ivo Horvat (né le 7 octobre 1897 à Čazma, mort le 23 avril 1963 à Zagreb) est un botaniste croate.

## Biographie
C'est sur son conseil que furent classés parc national 36 km² de montagnes autour du massif du Risnjak en Croatie, formant le parc national de Risnjak.